# Euville (gemeente)
Euville is een plaats en gemeente in het Franse departement Meuse (regio Grand Est). De gemeente maakt deel uit van het arrondissement Commercy. Euville telde op 1 januari 2022 1.635 inwoners.
In 1973 kreeg de gemeente de huidige omvang toen de toenmalige gemeenten Aulnois-sous-Vertuzey, Vertuzey en Ville-Issey werden opgenomen.

## Geografie
De oppervlakte van Euville bedroeg op 1 januari 2022 29,76 vierkante kilometer; de bevolkingsdichtheid was toen 54,9 inwoners per km².

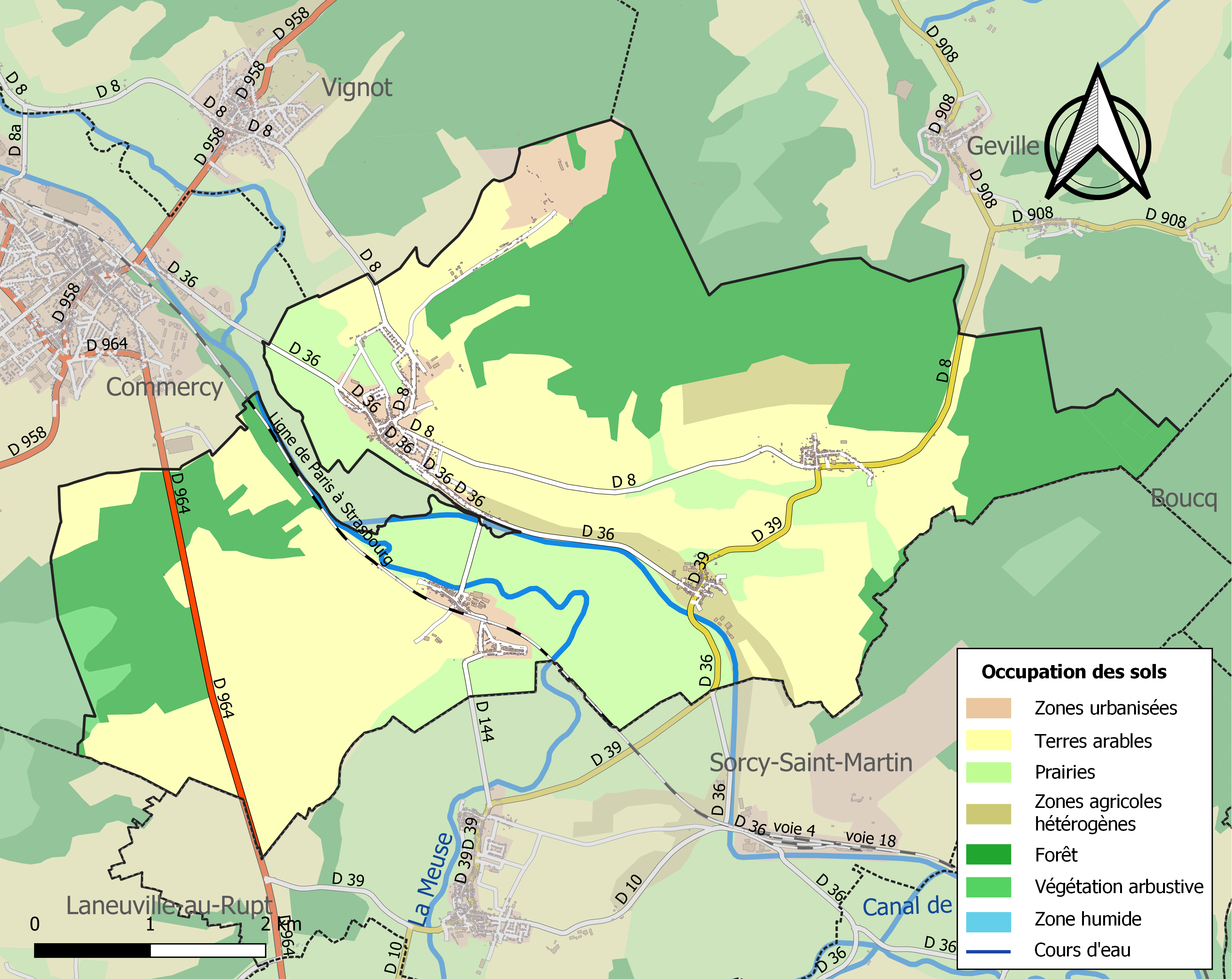
Kaart van de gemeente met de belangrijkste infrastructuur, bodemgebruik en omliggende gemeenten

## Demografie
Onderstaande figuur toont het verloop van het inwonertal (bron: INSEE-tellingen).

## Toerisme
Euville is bekend door de in de omgeving ontgonnen Pierre d'Euville, een natuursteen die door het ontbreken van oxide zeer wit is. De steen wordt reeds eeuwenlang in heel Europa gebruikt. Hij was erg geliefd bij de art-nouveau-architecten, zoals Victor Horta. Langs de Maas en het kanalennetwerk kon de steen gemakkelijk naar Parijs en naar België uitgevoerd worden. Hierdoor verkreeg Euville rond 1900 de reputatie het "rijkste dorp van Frankrijk" te zijn, en kon de gemeente zich de bouw van een nieuwe kerk en een nieuw gemeentehuis veroorloven. Terwijl voor de kerk (1890-1892) teruggegrepen werd naar de neoromaanse stijl, werd het gemeentehuis (1903-1907) een schitterend voorbeeld van art nouveau, en meer bepaald de variant van de School van Nancy.

## Galerij

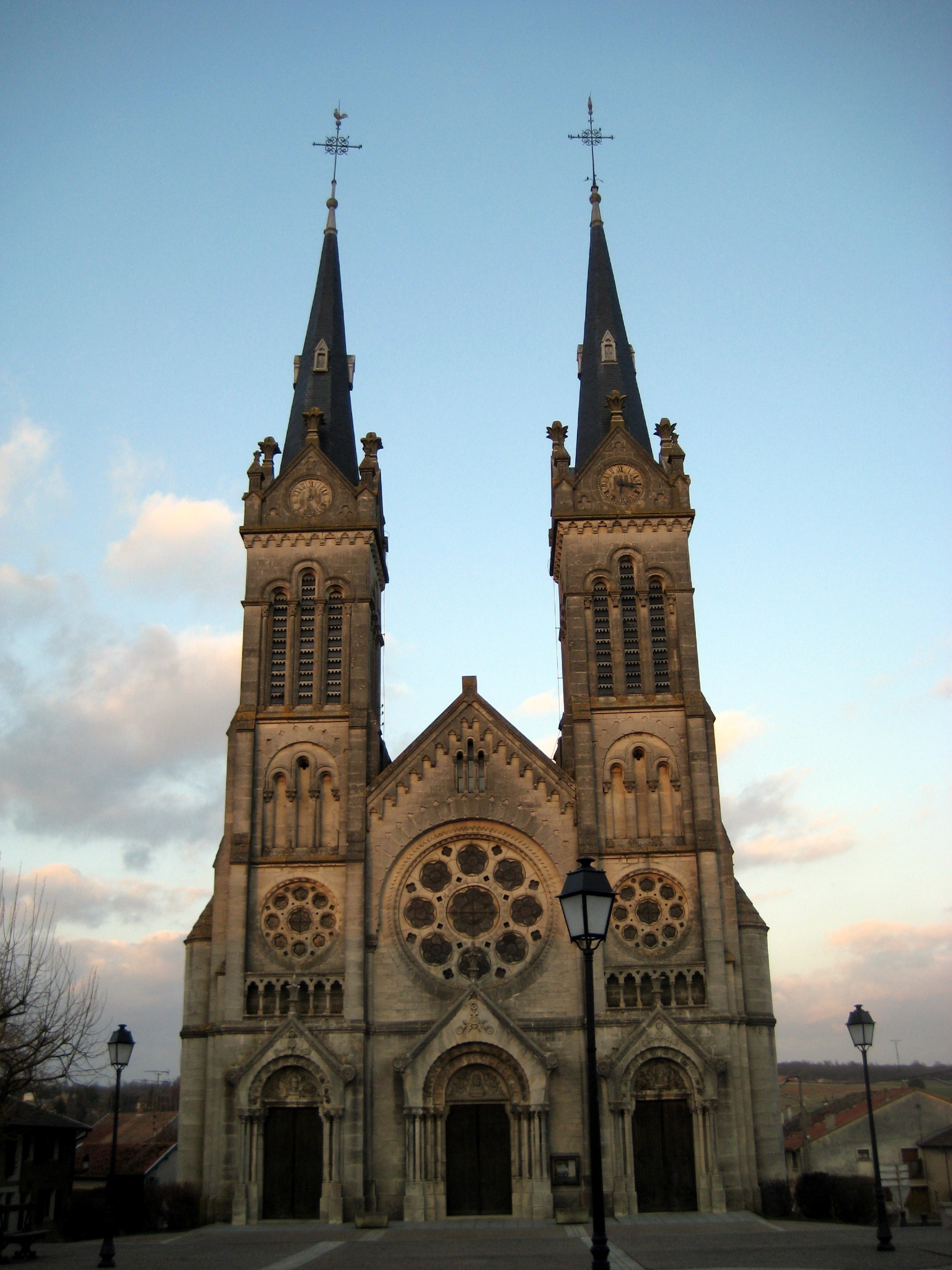
Kerk van Euville
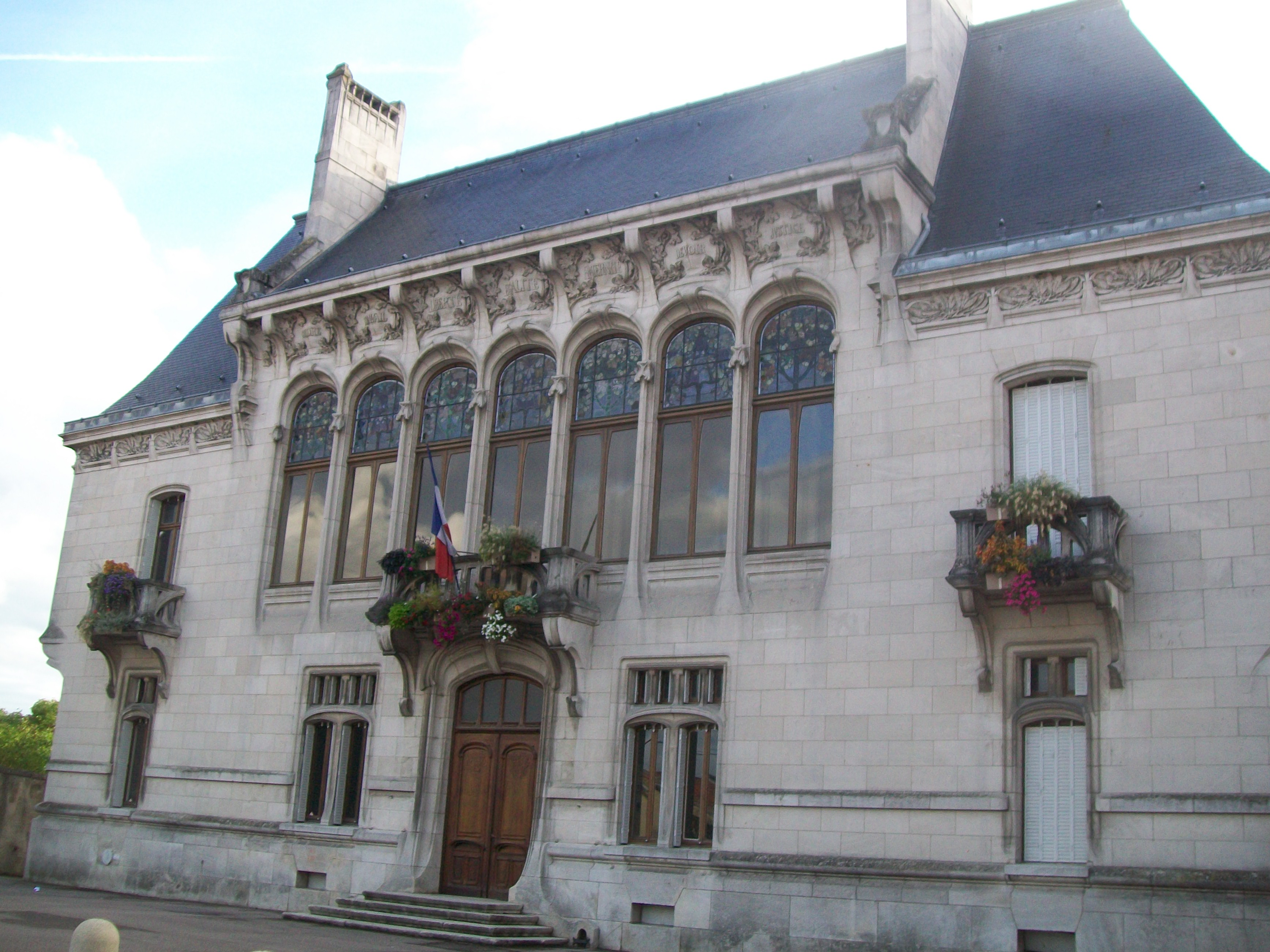
Gemeentehuis